# Wiesław Król
_

Wiesław Stanisław Król (ur. 3 czerwca 1938 w Drohobyczu) – polski lekkoatleta, płotkarz, olimpijczyk.
Ukończył IV Liceum Ogólnokształcące w Gliwicach w 1956 oraz WSWF w Krakowie w 1965.
Startował na igrzyskach olimpijskich w 1960 w Rzymie w biegu na 400 metrów przez płotki, ale odpadł w przedbiegach. Na uniwersjadzie w 1959 w Turynie zdobył brązowy medal na tym dystansie, a w biegu na 110 m przez płotki odpadł w ćwierćfinale. Na uniwersjadzie w 1961 w Sofii został brązowym medalistą w biegu na 110 metrów przez płotki, a w biegu na 400 metrów przez płotki był czwarty.
Król był mistrzem Polski w biegu na 110 metrów przez płotki w 1957 oraz w biegu na 400 metrów przez płotki w 1960. Trzykrotnie był wicemistrzem Polski (na 110 metrów przez płotki w 1956 i 1959 oraz na 200 metrów przez płotki w 1956), a dwa razy brązowym medalistą (na 110 metrów przez płotki w 1961 i na 400 metrów przez płotki w 1962).
Był dwukrotnym rekordzistą Polski w biegu na 400 metrów przez płotki w 1960 (51,7 s i 51,5 s). Startował w 6 meczach reprezentacji Polski odnosząc 1 zwycięstwo indywidualne. Występował w klubach Budowlani-AKS Chorzów (1956), AZS Gliwice (1957-1961) i AZS Kraków (1962-1967). Został odznaczony Złotym Krzyżem Zasługi.

## Rekordy życiowe
- bieg na 400 metrów – 49,1 s (1957)
- bieg na 110 metrów przez płotki – 14,5 s (1960)
- bieg na 400 metrów przez płotki – 51,5 s (1960)